# Akademie der Wissenschaften der DDR
Die Akademie der Wissenschaften der DDR (AdW), bis 1972 als Deutsche Akademie der Wissenschaften zu Berlin (DAW) bezeichnet, war die bedeutendste Forschungsinstitution der DDR. Sie wurde 1946 offiziell eröffnet und setzte zumindest teilweise die Tradition der Preußischen Akademie der Wissenschaften fort. Die Akademie war sowohl eine Gelehrtengesellschaft (Gelehrtensozietät), bei der die Verleihung der Mitgliedschaft durch Zuwahl eine wissenschaftliche Anerkennung darstellte, als auch, im Unterschied zu vielen anderen Akademien der Wissenschaften, Trägerorganisation einer Forschungsgemeinschaft außeruniversitärer Forschungsinstitute.
Die Akademie vergab seit 1959 die Alexander-von-Humboldt-Medaille.
Mit der deutschen Wiedervereinigung wurde die Gelehrtengesellschaft von den Forschungsinstituten und sonstigen Einrichtungen getrennt und 1992 aufgelöst. In personeller Kontinuität zur AdW werden ihre Aktivitäten seit 1993 von der Leibniz-Sozietät der Wissenschaften zu Berlin weitergeführt. Die Forschungsvorhaben und Bestände der AdW übernahm die 1992 gegründete Berlin-Brandenburgische Akademie der Wissenschaften. Die Akademie-Institute wurden zum 31. Dezember 1991 aufgelöst und teilweise in Trägerschaft anderer Organisationen wie der Wissenschaftsgemeinschaft Gottfried Wilhelm Leibniz, der Helmholtz-Gemeinschaft Deutscher Forschungszentren, der Max-Planck-Gesellschaft und der Fraunhofer-Gesellschaft neugegründet. Einige Teilbereiche und Teilprojekte blieben erhalten, wurden aber in andere Institutionen wie das Deutsche Archäologische Institut überführt.

## Deutsche Akademie der Wissenschaften zu Berlin (1946–1972)
Die Deutsche Akademie der Wissenschaften zu Berlin war eine Nachfolgeorganisation der 1700 von Gottfried Wilhelm Leibniz gegründeten Kurfürstlich Brandenburgischen Sozietät der Wissenschaften. Nach dem Zweiten Weltkrieg wurde sie mit dem SMAD-Befehl Nr. 187 vom 1. Juli 1946, dem 300. Geburtstag von Leibniz, wieder eröffnet.
Die Akademie sollte künftig als „höchste wissenschaftliche Institution“ Forschungsinstitute für bestimmte Forschungsaufgaben gründen und erhalten. Traditionelle Arbeitsformen, wie wissenschaftliche Kommissionen und Unternehmungen, blieben daneben bestehen. Die Umgestaltung der Berliner Akademie erfolgte nach dem Vorbild der Sowjetischen Akademie der Wissenschaften. Sie entsprach aber auch den Vorstellungen der Akademiemitglieder, die bereits 1930 in einer Denkschrift vom preußischen Staat die Bildung von geistes- und naturwissenschaftlichen Instituten an der Akademie gefordert hatten. Im US-amerikanischen Sektor von Berlin wurde zur gleichen Zeit versucht, aus den in Berlin-Dahlem verbliebenen Instituten der Kaiser-Wilhelm-Gesellschaft die Deutsche Forschungshochschule aufzubauen, wobei es anfangs noch zu Kooperationen zwischen beiden Einrichtungen kam.
Mit dem SMAD-Befehl Nr. 309 vom 18. Oktober 1946 wurden der Akademie erste Institute und Einrichtungen angegliedert. Am 27. Juni 1947 übergab die SMAD der Akademie das Medizinisch-Biologische Institut in Berlin-Buch, zu dem auch ehemalige Kaiser-Wilhelm-Institute gehörten. Ende 1949 unterhielt die Akademie neben den Kommissionen und Unternehmungen bereits 23 Institute und 4 Laboratorien. In den Folgejahren erfolgten weitere Übernahmen von Instituten und Institutsneugründungen. Die seit 1830 bestehende Struktur mit zwei Klassen wurde 1949 zugunsten von 6 (zwischenzeitlich 5) Klassen aufgebrochen.
Die Situation war in den Anfangsjahren sehr schwierig. Die Bestimmungen des Alliierten Kontrollratsgesetzes Nr. 25 vom 29. April 1946 führten zu einer Überwachung sämtlicher naturwissenschaftlicher Forschungen, die zudem genehmigungspflichtig waren. Die Akademie wurde in den Mangeljahren bis Anfang der 1950er Jahre immer stärker für die Aufbauarbeit eingenommen. Die Lage der Intelligenz sollte durch Privilegien verbessert werden, um so die Abwanderung von qualifiziertem Personal in die westlichen Zonen zu verhindern, Fachkräfte aus dem Westen anzulocken und eine loyale Haltung der Intelligenz zum bestehenden System in der DDR zu erreichen:

„Ohne die großzügige Heranziehung der zur ehrlichen Mitarbeit bereiten Intelligenz, insbesondere auch der bürgerlichen Intelligenz, zum Wirtschaftsaufbau, ist weder der Zweijahrplan durchzuführen noch ein weitgehender Aufschwung einer friedlichen deutschen Wirtschaft zu erreichen. Die rückständige und schädliche Ansicht, daß eine demokratische Gesellschaft und ein neues Leben ohne Heranziehung, Umformung und Umerziehung der alten Gruppen der bürgerlichen Intelligenz zur gemeinsamen schöpferischen Arbeit möglich seien, muß abgelehnt werden.“

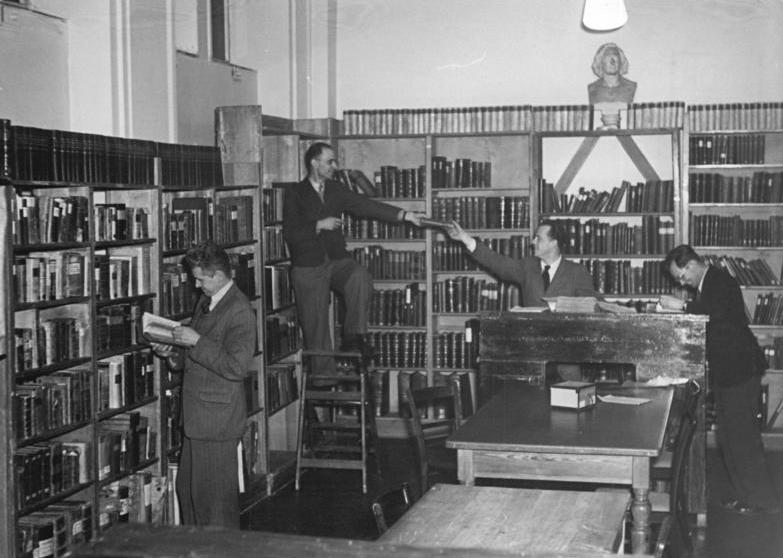
Blick in die Akademie-Bibliothek, Abteilung Grimm Wörterbuch, 1952

Die große Bedeutung der Akademie für die wirtschaftliche Entwicklung der DDR führte ab 1951 zu folgenden Strukturen: Die Leitung der Akademie oblag dem Präsidenten (Einzelleitung) und dem Präsidium (kollektive Leitung). Zur Leitung gehörten der Präsident, die beiden Vizepräsidenten und der Generalsekretär. Die Akademie unterstand dem Ministerrat der DDR, der die Dienstaufsicht ausübte.  Der Vorsitzende des Ministerrates (Ministerpräsident) legte die sich daraus ergebenden Befugnisse fest. Der Akademie-Präsident war nicht Mitglied des Ministerrates, und die zentralen Leitungsorgane der Akademie gehörten nicht zum Staatsapparat.
Die Akademie hatte sich zur zentralen Forschungsinstitution der DDR entwickelt. Ab April 1952 wurde die Zeitschrift Wissenschaftliche Annalen herausgegeben. Ihren großen forschungspolitischen Einfluss durch Gutachten und Beratung der Regierung verlor die Akademie 1957 zugunsten des neu gegründeten Forschungsrats der DDR. Auch in den Folgejahren kam den naturwissenschaftlich-technischen Instituten und Einrichtungen eine große Bedeutung bei der Lösung der permanenten volkswirtschaftlichen Probleme der DDR zu. Am Beginn der Akademiereform im Jahr 1968 verfügte die Akademie über 65 Institute und Einrichtungen. Der traditionelle Schwerpunkt der Arbeit hatte sich auf den naturwissenschaftlich-technischen Bereich verlagert, der auch in der Folgezeit etwa 90 % des Gesamtpotentials der Akademie ausmachen sollte.
Die Akademiereform von 1968 bis 1972 führte unter dem damaligen Präsidenten Hermann Klare zu einer völligen Neugestaltung der Organisationsstruktur der Akademie. Die 6 Klassen wurden 1969 durch 11 problemgebundene Klassen ersetzt. Kennzeichnend für die Akademiereform war der Konzentrationsprozess wissenschaftlicher Potenziale, wie die Bildung einheitlich strukturierter Zentralinstitute. 1969 setzte zudem die auftragsgebundene Forschung und aufgabenbezogene Finanzierung ein, die die Arbeit der Akademie langfristig und tiefgehend beeinflusste. Ein 1970 gefasster Beschluss des Staatsrates forderte von der Akademie, wissenschaftlich-technische Pionier- und Spitzenleistungen zu erbringen, durch die das Prinzip „Überholen ohne einzuholen“ verwirklicht werden sollte. Dieses Prinzip wurde von der Akademie der Wissenschaften der Sowjetunion übernommen. Die Ziele und Aufgaben der wissenschaftlich-technischen Arbeit waren prinzipiell aus den Erfordernissen der volkswirtschaftlichen Entwicklung abzuleiten. Seit 1972 sollte mit einem Beschluss des Ministerrates das Zusammenspiel von Wissenschaft und Produktion durch den Abschluss langfristiger Koordinierungsvereinbarungen verbessert werden. Eine nachfolgende Verordnung hob die Bestimmungen der auftragsgebundenen Finanzierung der Forschung jedoch wieder auf und begrenzte zudem den Anteil der externen Forschung der Akademie auf 50 %. Im Statut der AdW vom 28. Juni 1984 steht hierzu unter § 6 Planung: „Die Akademie leitet ihre Aufgaben aus den grundlegenden gesellschaftlichen Bedürfnissen, den volkswirtschaftlichen Reproduktionsbedingungen sowie aus dem Entwicklungsstand und den Entwicklungstendenzen der Wissenschaft ab.“
Die  Akademie unterhielt zur Erfüllung ihrer Aufgaben eigene Forschungsschiffe sowie andere Anlagen zur  wissenschaftlichen Meeresforschung und beteiligte sich an internationalen wissenschaftlichen Expeditionen und Unternehmungen. Beispielsweise wurde das Forschungsschiff Professor Albrecht Penck vom Institut für Meereskunde der Akademie der Wissenschaften der DDR für maritime Untersuchungen mit wissenschaftlichen Zielstellungen eingesetzt. Ursprünglich wurde das Spezialschiff unter den Namen Joh. L. Krüger für den Seehydrographischen Dienst der DDR genutzt.

## Akademie der Wissenschaften der DDR (1972–1989)
Seit dem Ende der Akademiereform von 1972 gehörten zur Akademieleitung der Akademiepräsident, drei Vizepräsidenten und der Generalsekretär. Die Mitglieder der Akademieleitung mussten Ordentliche oder Korrespondierende Mitglieder der Gelehrtengesellschaft der Akademie sein, und sie wurden von dieser, dem Plenum der Akademie, für die Dauer von jeweils vier Jahren gewählt. Dem Plenum oblag es auch, die Gewählten dem Vorsitzenden des Ministerrates der DDR (Ministerpräsident) zur Berufung vorzuschlagen.
Mit der turnusmäßigen Wahl der Akademieleitung im Juni 1972 wurden folgende Positionen besetzt: Akademiepräsident Hermann Klare; Vizepräsident Ulrich Hofmann, zuständig für Forschung, Planung und innerstaatliche Kooperation; Vizepräsident Heinrich Scheel, zuständig für die Gelehrtengesellschaft (Plenum und Klassen) der Akademie, Vizepräsident Werner Kalweit, zuständig für Gesellschaftswissenschaften und Generalsekretär Claus Grote, zuständig für die internationalen Beziehungen der Akademie. Mit dieser Wahl endete zugleich die Akademiereform, die 1968 beschlossen wurde. Zum 7. Oktober 1972 wurde die Deutsche Akademie der Wissenschaften zu Berlin (DAW) in Akademie der Wissenschaften der DDR (AdW) umbenannt.
Die SED richtete für die Akademie eine eigene Kreisleitung ein (wie bei großen Kombinaten und Universitäten). Der 1. Sekretär der Kreisleitung gehörte als Mitglied dem Präsidium der Akademie an und war zugleich auch Mitglied im Kollegium der Akademie. Zum Kollegium gehörten ferner der Vorsitzende des Kreisvorstandes der Gewerkschaft Wissenschaft an der Akademie und der 1. Sekretär der Kreisleitung der FDJ an der Akademie. Der Akademiepräsident Hermann Klare selbst war parteilos.
Die wissenschaftliche Leitungsstruktur der Akademie hatte nunmehr folgenden Grundaufbau, der bis zu ihrer Abwicklung 1991 bestanden hat:
- Plenum, Präsidium und Kollegium (Vorsitz beziehungsweise Leitung: Akademiepräsident)
- Klassen (Vorsitz: Sekretare)
- Forschungsbereiche (Leitung: Forschungsbereichsleiter, ab 1989 Sekretäre für Wissenschaftsgebiete): Mathematik und Informatik; Physik; Chemie; Biowissenschaften und Medizin; Geo- und Kosmoswissenschaften; Gesellschaftswissenschaften
- Zentralinstitute und Institute (Leitung: Direktoren): Bereiche (Leitung: Bereichsleiter); Abteilungen und Forschungsgruppen.

Zum Plenum der Gelehrtengesellschaft gehörten 1981 insgesamt 153 Ordentliche Mitglieder und 76 Korrespondierende Mitglieder, davon 27 aus der Bundesrepublik Deutschland. Die Mitglieder waren in Klassen organisiert. Im Jahr 1973 wurden die problemgebundenen Klassen, wie diese mit der Akademiereform geschaffen wurden, wieder aufgelöst und durch 9 Klassen ersetzt; die Anzahl der Klassen erhöhte sich später auf insgesamt 11.
1979 erfolgte ein Wechsel des Akademiepräsidenten vom Chemiker Hermann Klare zum Mediziner Werner Scheler. In ihren Ämtern bestätigt wurden dabei der 1. Vizepräsident Ulrich Hofmann, Vizepräsident Heinrich Scheel, Vizepräsident Werner Kalweit und der Generalsekretär Claus Grote. Auf Heinrich Scheel folgten Heinz Stiller (1984–1988), Hans-Heinz Emons (1988–1990) und Herbert Hörz (1990–1992). Im Jahr 1988 wurde als weiterer Vizepräsident Günter Albrecht berufen. Diese Akademieleitung war mit Ausnahme von Vizepräsident Werner Kalweit (1972 bis 1989) bis zum Juni 1990 im Amt.
Die Akademie verfügte vor ihrer Abwicklung 1991/1992 über rund 60 Zentralinstitute beziehungsweise Institute und etwa 20 Einrichtungen (Akademie-Verlag, Druckereien, Zentrales Archiv, Kustodie, Wissenschaftliches Informationszentrum, Hauptbibliothek, diverse Dienstleistungsbetriebe und weitere), die vorwiegend in Berlin, Potsdam, Dresden, Leipzig, Jena und Halle (Saale) ansässig waren. Insgesamt hatte die Akademie 1988 rund 24.000 Mitarbeiter, davon nahezu 10.000 Wissenschaftler, die anderen Mitarbeiter waren Laboranten, Facharbeiter, Verwaltungsfachkräfte u. a. Etwa die Hälfte der gesamten Mitarbeiter war in Berlin tätig.
In grober Einteilung wurde in der Akademie jeweils zu einem Drittel Grundlagenforschung, angewandte Forschung (beides in eigener Verantwortung) und Auftragsforschung vorwiegend für die Industrie durchgeführt. Im Jahr 1985 verpflichtete eine Verordnung des Ministerrats die Akademie, den größeren Teil ihres Forschungspotenzials für Verträge mit der Industrie, der Landwirtschaft, dem Gesundheitswesen, mit Bereichen, die für Hoheitsaufgaben verantwortlich waren, u. a. einzusetzen und über diese finanzieren zu lassen. Diese Vertragsforschung wurde in den folgenden Jahren auf über 50 Prozent ausgedehnt, was jedoch zu einem Konflikt zwischen Grundlagen- und Anwendungsforschung führte. 1988 verfügte die Akademie über einen Jahresetat in Höhe von 1,24 Milliarden M.
Beschlüsse zur Akademie wurden außerhalb dieser im Politbüro der SED (die nachfolgend ihre Bestätigung durch den Ministerrat erfuhren) und im Ministerrat der DDR gefasst. In der Regel ging die Initiative dazu von der Akademie selbst aus. Es gab wenige Ausnahmen, zum Beispiel zur Akademiereform 1968 und zur Umbenennung der Akademie 1972. Beschlussvorschläge, welche die Akademie in direkter Weise tangierten, mussten von dieser gebilligt sein.
Alle Akademiepräsidenten handelten quasi autonom, mussten sich jedoch an die Vorgaben des Vorsitzenden des Ministerrates der DDR und des für die Wissenschaft zuständigen Mitglieds des Politbüros des ZK der SED (zuletzt Kurt Hager) halten. Insbesondere waren auch die Wünsche des 1. Sekretärs der Kreisleitung der SED an der Akademie zu berücksichtigen; es war dann eine Frage der Übereinkunft. Mit dieser Befehlspyramide wurde die „führende Rolle der Partei“ bei der Arbeit der Akademie gewährleistet. Andererseits hat die Akademie in beratender Funktion der Parteiführung und dem Ministerrat zahlreiche sehr detailliert ausgearbeitete Vorschläge (Studien, Expertisen, Gutachten, Stellungnahmen) zur Entwicklung von Wissenschaft und Technik sowie zu deren Folgen für die Gesellschaft, in Sonderheit für die Volkswirtschaft, unterbreitet, die zumeist auch Berücksichtigung fanden oder aber, wenn es zu „heiße Eisen“ waren, im Panzerschrank verschwanden.

## 1989–1993: Akademie der Wissenschaften bis zu ihrer Abwicklung, Neugründungen
Während der Wende und friedlichen Revolution in der DDR im Herbst 1989 forderten die Akademiemitglieder eine grundsätzliche Erneuerung der Akademie. Im Statut der AdW aus dem Jahr 1984 befanden sich drei Passagen mit Aussagen zur SED. Unmittelbar nach der Wende 1989 wurden diese aus dem Statut der AdW entfernt. Im Dezember 1989 bildete sich an der Akademie ein „Rat der Institutsvertreter“ und im Februar 1990 der „Runde Tisch der AdW“.
Am 17. Mai 1990 erfolgte die Wahl eines neuen Präsidiums. Fünf Kandidaten bewarben sich um das Amt des Akademiepräsidenten: vier aus der Akademie (zwei Institutsdirektoren, ein ehemaliges Präsidiumsmitglied, ein Bereichsleiter) und ein Mediziner von der Universität Rostock. Bereits nach dem ersten Wahlgang folgte ein Mediziner dem anderen: Horst Klinkmann löste Werner Scheler im Präsidentenamt ab. Für das neu geschaffene Amt Vorsitzender des Vorstandes der Forschungsgemeinschaft und Vizepräsident kandidierten zwei amtierende Vizepräsidenten (Ulrich Hofmann und Günter Albrecht) sowie der amtierende Sekretär für das Wissenschaftsgebiet Chemie Siegfried Nowak; letzterer wurde gewählt. Einen Generalsekretär gab es nicht mehr. Neu entstand hierfür das Amt des Leiters der Hauptverwaltung, die ein Zusammenschluss aller Abteilungen war, die bisher in der Verantwortung des Präsidenten, der Vizepräsidenten (mit Ausnahme des für die Gelehrtengesellschaft zuständigen), des Generalsekretärs und des Direktors für Ökonomie und technische Versorgung lagen, wenn auch in abgerüsteter Form. Für die Gelehrtengesellschaft (Plenum und Klassen) war wie bisher ein Vizepräsident zuständig: Mehrere Kandidaten stellten sich bereits im April 1990 im Plenum zur Wahl. Herbert Hörz wurde in dieses Amt als Vizepräsident gewählt.
Am 27. Juni 1990 wurde das Statut der Akademie aus dem Jahre 1984 außer Kraft gesetzt, und die Akademie wurde zu einer Körperschaft des Öffentlichen Rechts. Die amtierende Akademieleitung wurde mit Wirkung vom 29. Juni 1990 (Leibniz-Tag) von ihren Funktionen abberufen und die neu gewählte Leitung geschäftsführend in ihren Funktionen bestätigt. Abberufung und Neuberufung nahm der damalige Ministerpräsident der DDR Lothar de Maizière vor.
Mit der Währungsunion vom 1. Juli 1990 und der Einführung der D-Mark brach die Vertragsforschung endgültig zusammen, da die Betriebe als Auftraggeber außerstande waren, externe Forschungsaufgaben zu finanzieren. Am 11. Juli 1990 leitete der Wissenschaftsrat die Evaluierung der rund 60 Institute der Akademie ein. Von diesen wurden in der Folgezeit 21 in entsprechende Nachfolgeinstitute unter anderer Trägerschaft umgegründet, 28 wurden in mehrere Einrichtungen aufgegliedert, 5 Institute wurden in bestehende Forschungseinrichtungen integriert und 6 wurden aufgelöst.
Aus den AdW-Instituten entstanden dabei 3 Großforschungseinrichtungen der Helmholtz-Gemeinschaft Deutscher Forschungszentren und 9 Außenstellen von Helmholtz-Zentren, 27 neue Institute der heutigen Leibniz-Gemeinschaft und 4 Außenstellen von Leibniz-Instituten, 17 Einrichtungen der Fraunhofer-Gesellschaft, 2 neue Institute der Max-Planck-Gesellschaft, 3 Bundesinstitute und 4 Außenstellen sowie 6 Forschungsinstitutionen in Trägerschaft der neuen Bundesländer – insgesamt also 58 Institute und 17 Außenstellen. Sowohl in organisatorischer als auch in personeller Hinsicht übernahm die zur damaligen Zeit als „Blaue Liste“ bezeichnete Leibniz-Gemeinschaft den mit Abstand größten Anteil der AdW-Institute.
Mit dem Einigungsvertrag wurde die Akademie der Wissenschaften der DDR als Gelehrtengesellschaft von den Forschungsinstituten und sonstigen Einrichtungen getrennt und 1992 aufgelöst. Die Forschungsinstitute und Einrichtungen bestanden bis zum 31. Dezember 1991 als Institutionen der Bundesländer, sofern sie nicht vorher aufgelöst oder umgewandelt worden waren.
Laut Einigungsvertrag war die Entscheidung, wie die Gelehrtengesellschaft fortgeführt werden solle, landesrechtlich zu treffen. Die Berliner Senatsverwaltung für Wissenschaft und Forschung entschied, dass die Gelehrtengesellschaft der Akademie der Wissenschaften nicht als Träger der Tradition der Berliner Akademie zu betrachten sei, eine zukünftige Akademie der Wissenschaften in Berlin nicht auf dieser Institution aufbauen könne und eine Neukonstituierung unumgänglich sei. Am 28. März 1993 wurde daher die Berlin-Brandenburgische Akademie der Wissenschaften konstituiert. Gemäß dem Staatsvertrag über die Berlin-Brandenburgische Akademie der Wissenschaften von 1992 übernimmt diese Akademie das Vermögen und die Infrastruktureinrichtungen (Bibliothek, Archiv, Kustodie) der Gelehrtensozietät der ehemaligen Akademie der Wissenschaften der DDR und führt deren Langzeit- und Editionsvorhaben weiter.
122 ehemalige Mitglieder der Akademie der Wissenschaften gründeten am 15. April 1993 den eingetragenen Verein Leibniz-Sozietät e. V. (seit 2007 Leibniz-Sozietät der Wissenschaften zu Berlin e. V.).

## Standorte der Akademie in Berlin und im Umland (Auswahl)

### Berlin-Adlershof
Nordöstlich und südwestlich der Rudower Chaussee lag ein Forschungskomplex, der zu Beginn des 20. Jahrhunderts gebaut worden war und zwar zu Forschungszwecken der Luftfahrt. Nur das südwestliche Areal wurde von der DDR-Akademie genutzt. Auf dem bis um 1990 eingezäunten Gelände standen bereits mehrere Einzelgebäude, genutzt durch mehrere Institute und die Verwaltung samt Archiv und Bibliothek. Im Verwaltungsbau befand sich auch die Betriebskantine. In den 1950er Jahren ließ der Leiter des Instituts für physikalische Chemie (IPC) unter anderem zwei Speziallabore für thermische Untersuchungen in Kugelform errichten, die nach Plänen des Architekten Horst Welser entstanden und inzwischen denkmalgeschützt sind.
Die Zufahrt zum Gelände war entweder von der Rudower Chaussee oder von der Agastraße möglich, sie wurde bewacht und war mit einer Schranke gesichert. Auf der etwa 900.000 m² großen Fläche standen damit die meisten naturwissenschaftlichen Forschungseinrichtungen der Akademie. Der südlich verlaufende Teltowkanal gehörte bis zum Mauerfall zum Grenzgebiet und war vom Akademiegelände aus nicht zugänglich.
- Zentralinstitut für Physikalische Chemie
- Zentralinstitut für Organische Chemie
- Zentralinstitut für Anorganische Chemie
- Zentralinstitut für Optik und Spektroskopie
- Institut für chemische Technologie
- Institut für Informatik und Rechentechnik
- Institut für Kosmosforschung
- Heinrich-Hertz-Institut für Atmosphärenforschung und Geomagnetismus

Nach der deutschen Wiedervereinigung und den oben dargestellten Strukturänderungen wurde die Fläche nach und nach erweitert, Neubauten kamen hinzu und alles zusammen bildet nun den Kern der WISTA.

### Berlin-Buch
Die Robert-Rössle-Klinik in Berlin-Buch war zusammen mit dem Zentralinstitut für Krebsforschung eine weitere Einrichtung der AdW. Auch das Zentralinstitut für Molekularbiologie und das Zentralinstitut für Herz-Kreislaufforschung hatten in Berlin-Buch ihren Sitz.

### Berlin-Mitte
Hier befand sich ein kleinerer Teil der Forschungseinrichtungen und die Leitung der Akademie. Genutzt wurde von der Akademieleitung das Gebäude am Gendarmenmarkt im Komplex Markgrafen-/Jäger-/Taubenstraße, das zu Beginn des 20. Jahrhunderts für die Preußische Seehandlung/Staatsbank errichtet worden war. Für die neue Nutzung ab den 1950er Jahren erfolgte ein Umbau im Inneren, Wandschmuck und Säulen wurden verkleidet, aber nicht abgebaut. Nach der Wende ließ der Senat den Baukomplex sanieren und übergab ihn der wieder gegründeten Akademie zur weiteren Nutzung. Das Haus steht seit den 1970er Jahren unter Denkmalschutz.
- Karl-Weierstraß-Institut für Mathematik, Mohrenstraße 39
- Zentralinstitut für Kybernetik und Informationsprozesse (ZKI), Kurstraße 33
- Zentralinstitut für Elektronenphysik (ZIE), Hausvogteiplatz 5/7
- Zentralinstitut für Alte Geschichte und Archäologie (ZIAGA), Leipziger Straße 3/4
- Zentralinstitut für Philosophie, Otto-Nuschke-Straße 10/11
- Institut für Theorie des Staates und des Rechtes, Otto-Nuschke-Straße 10/11
- Institut für Soziologie und Sozialpolitik, Otto-Nuschke-Straße 10/11
- Institut für Ästhetik und Kunstwissenschaften, Unter den Linden 8

### Berlin-Pankow
An der Prenzlauer Promenade 149/152 befanden sich sieben gesellschaftswissenschaftliche Institute:
- Zentralinstitut für Geschichte
- Zentralinstitut für Literaturgeschichte
- Zentralinstitut für Sprachwissenschaft
- Zentralinstitut für Wirtschaftswissenschaften
- Institut für Allgemeine Geschichte
- Institut für Theorie, Geschichte und Organisation der Wissenschaft
- Institut für Wirtschaftsgeschichte

### Potsdam
Auf dem Telegrafenberg hatte das Zentralinstitut für Physik der Erde seinen Sitz.

### Zeuthen
Das Institut für Hochenergiephysik in Zeuthen (Platanenallee 6) am südöstlichen Stadtrand von Berlin gehörte seit seiner Gründung in den 1960er Jahren ebenfalls zur Akademie.

## Listen der Klassen und Institute
- Liste der Klassen der Akademie der Wissenschaften der DDR
- Liste der Institute der Akademie der Wissenschaften der DDR

## Nationalkomitees bei der Akademie
Die Akademie der Wissenschaften der DDR vertrat gemäß § 14 Abs. 2 des Statuts der Akademie der Wissenschaften der DDR – Beschluss des Ministerrates vom 28. Juni 1984 – die Wissenschaften der DDR auf bestimmten Gebieten in nichtstaatlichen internationalen wissenschaftlichen Organisationen. Die bei der Akademie bestehenden Nationalkomitees nahmen im Auftrag der Akademie die gleichberechtigte Mitgliedschaft der Akademie und ihr zugeordneter Wissenschaftlicher Gesellschaften in diesen Organisationen wahr. Die Mitglieder der Nationalkomitees wurden aus dem Kreis führender Gelehrter der DDR des jeweiligen Fachgebietes berufen.
- Liste der Nationalkomitees bei der Akademie der Wissenschaften der DDR